# 乌萨万
乌萨万（Usawan），是印度北方邦Budaun县的一个城镇。总人口10709（2001年）。

## 人口
该地2001年总人口10709人，其中男性5714人，女性4995人；0—6岁人口2311人，其中男1262人，女1049人；识字率40.94%，其中男性为50.32%，女性为30.21%。